# سن-وانسسلا، کبک
سن-وانسسلا (به فرانسوی: Saint-Wenceslas) شهری در منطقه شهری نیکوله-یاماسکا ناحیه سانتر-دو-کبک در استان کبک کانادا است. در سرشماری سال ۲۰۱۱ این شهر ۱٬۱۴۷ نفر جمعیت داشته‌است و مساحت آن ۷۸٫۴۲ کیلومتر مربع است.